# 诺福克县 (安大略省)
诺福克县（英語：Norfolk County），加拿大安大略省南部的一个单层次政区，位于伊利湖北岸，西臨埃爾金縣，西北鄰牛津縣，北及布蘭特縣，東面則與哈爾迪曼德縣為鄰。总人口63,175（2011年）。行政中心位于锡姆科。

## 历史
1792年，诺福克建置为县。1800年，哈尔迪曼德县（Haldimand）设立，析置自诺福克县。1974年，两县重新合并为哈尔迪曼德-诺福克地区自治体。2001年，哈尔迪曼德、诺福克再次分设。德里与诺福克所辖的乡、锡姆科镇、楠蒂科克市的西半部分合并为诺福克镇。新设政区的条例则将诺福克镇更名为诺福克县。虽然由于历史的原因，诺福克保留县的名称，但是其并没有县政府，而作为单层次政区来管理，法律上归类为市（city）。
1974年之前，诺福克县划分为8个乡，分别为夏洛特维尔、霍顿、米德尔顿、北沃尔辛厄姆、南沃尔辛厄姆、汤森、温德姆、伍德豪斯。虽然行政区划改革后，8个乡的政治实体不复存在，但有时仍作为地理划分的依据。

## 外部連結
- （英文）諾福克縣官方網站（页面存档备份，存于）